# Castello ducale di Carpineto Sinello
Il castello ducale o palazzo ducale Bassi-D'Alanno si trova a Carpineto Sinello in provincia di Chieti.
Monumento principale del paese, ha origini medievali, sorge in cima al Borgo  assieme alla cappella comitale di San Michele  attuale parrocchia di Carpineto. Nel XVIII-XIX secolo appartenne ai casati Bassi e D'Alanno, imparentati coi Valignani di Chieti.
Attualmente, dopo anni di abbandono, è in restauro, ma i lavori per questioni economiche e burocratiche, sono bloccati dal 2011.

## Storia
L'impianto originario risale al XIV secolo con successive trasformazioni (XVI e XVIII secolo).
Il forte, residenza dei feudatari, man mano ha preso conformazione di un palazzo fortificato fino a che Michele Bassi ha voluto apportare delle modifiche al palazzo a seconda delle sue esigenze.
L'edificio fu costruito attorno ad una preesistente torre medievale con base quadrangolare.

## Descrizione
Si trova in Via Salita Castello nella sommità di un colle. La struttura si compone di vari corpi uniti: tra cui la torre con muri a scarpa, il palazzo residenziale ed un cortile. I materiali usati sono pietra calcarea ed arenaria. Nel palazzo residenziale vi sono dei dipinti murali nonché delle decorazioni in stucco sul cornicione sul lato del cortile. Il lato meridionale è separato dalla zona superiore da un redondone. Il lato sud conserva una bocca di fuoco e alcune decorazioni in stucco a forma di puttini. Alla corte vi si arriva mediante una rampa, alla corte si affacciano alcuni locali anticamente adibiti a stalla ed attraverso un portone di accesso si arriva al cortile vero e proprio.